# Вајолет Фрејзер
Вајолет Фрејзер (градић близу Единбурга, 30. новембар 1883 - Предејане, 5. март 1919) била је шкотска болничарка која је заједно са српском војском преживела Албанску голготу.

## Биографија
Рођена је као треће дете породице Фрејзер која је потом живела у Њу Џерзију у Сједињеним Америчким Државама. Године 1911. почела је да ради у болници у Лондону, а 1915. године распоређена је на балканско ратиште. Лечила је српске рањенике не само од убојних рана, већ и од ендемских болести. После пробоја Солунског фронта стигла је до Предејана где се разболела и преминула од тифуса. 
Њен гроб у Предејану обновљен је 2015. године на иницијативу некадашњег амбасадора Велике Британије у Србији Дениса Кифа и уз подршку лесковачке локалне самоуправе.